# Diradops maculata
Diradops maculata är en stekelart som först beskrevs av Brulle 1846.  Diradops maculata ingår i släktet Diradops och familjen brokparasitsteklar. Inga underarter finns listade i Catalogue of Life.